# Mario Delaš
Mario Delaš (Split, 16 de enero de 1990) es un jugador de baloncesto croata que juega en las filas del Ribola Kaštela de la FMBL croata. Con 2,07 metros de estatura, juega en la posición de ala-pívot. Es el hermano del también jugador de baloncesto Ante Delaš.

## Trayectoria

### Profesional
Mario Delaš debutó como profesional en las filas del KK Split, de la liga croata, en la temporada 2006–07 con tan solo 17 años. 
En el año 2010 ficha por el BC Žalgiris lituano por tres temporadas, pero durante dichas temporadas el jugador estaría cedido en los equipos del KK Cibona, BC Siauliai y BC Baltai, hasta que regresa al equipo de Kaunas en marzo de 2013. 
En verano de 2013, firma ficha por el Obradoiro CAB para hacer su debut en la Liga ACB, con unos promedios de 9,4 puntos, 4 rebotes y 1,3 asistencias y 8 de valoración.
En la temporada 14-15 decidió regresar a su país natal para jugar en el Cedevita Zagreb que disputaba también Euroliga. 
Tras salir de Zagreb, jugaría en diversos equipos como BC Kalev/Cramo, Orlandina Basket, Pallacanestro Varese, Egis Körmend, KK Split y Poderosa Basket Montegranaro.
El 11 de enero de 2021, firma por el GTK Gliwice de la PLK.
El 25 de agosto de 2021, el jugador regresa a España para jugar en las filas del Acunsa GBC para disputar dos temporadas en la Liga LEB Oro. En la temporada 2022-23, promedia 6.2 puntos, 4.5 rebotes y 1.1 asistencias por partido, donde llegó a jugar la Final A4 de la Liga LEB Oro.
El 16 de noviembre de 2023, firma por el Club Melilla Baloncesto de la Liga LEB Oro.
En agosto de 2024 se une al Ribola Kaštela, de la segunda división croata.

### Selección nacional
Delaš representó a su país en las categorías inferiores de Sub-16, Sub-18, Sub-19 y Sub-20, ganando el bronce en el Campeonato Europeo Sub-18 de 2008, y en el Mundial Sub-19 de 2009, donde además fue elegido MVP del torneo.
Ya con la selección absoluta, participó en el Eurobasket 2013, con un papel de rotación, donde quedaron en cuarto puesto.